# Derrick White

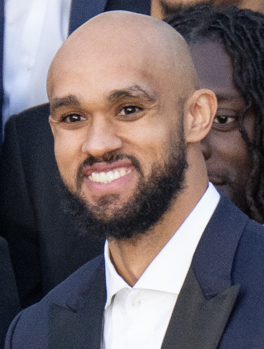
Derrick White, 2024.

Derrick Richard White, född 2 juli 1994 i Parker i Colorado, är en amerikansk professionell basketspelare (SG/PG) som spelar för Boston Celtics i National Basketball Association (NBA). Han har tidigare spelat för San Antonio Spurs.
White draftades av San Antonio Spurs i första rundan i 2017 års draft som 29:e spelare totalt.
Innan han blev proffs studerade White först på University of Colorado Colorado Springs och spelade för deras idrottsförening UCCS Mountain Lions. År 2016 blev han överförd till University of Colorado Boulder och spelade för Colorado Buffaloes.